# Región de Ezo
Ezo (蝦夷?  también deletreado como Yezo o Yeso) es un nombre japonés que históricamente se refería al territorio al norte de la isla japonesa de Honshu. Esta región abarcaba la isla norteña de Hokkaido, la cual cambió su nombre de Ezo a Hokkaido en 1869; algunas veces también se consideraban la isla de Sajalín y las islas Kuriles partes de esta.

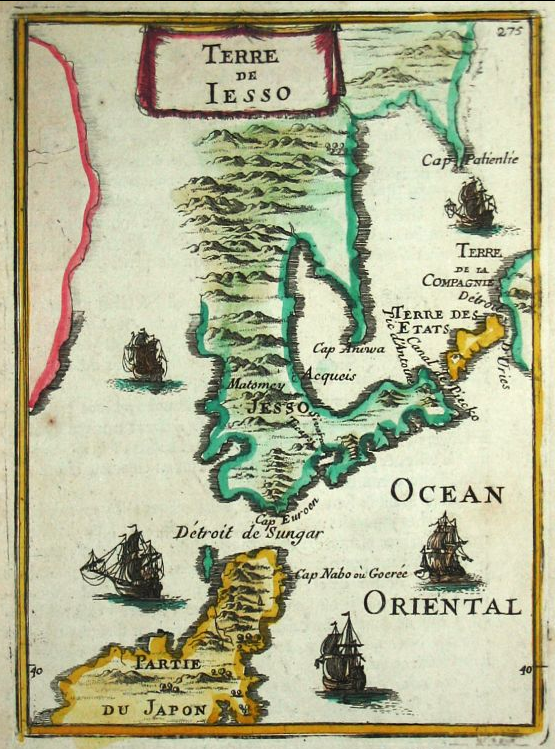
Mapa del territorio de la isla de Honshu

Los mismos dos kanjis que se usan para escribir la palabra "Ezo" se pueden leer también como Emishi, "bárbaros de camarón". Este era el nombre que se le daba a las personas que los japoneses hallaron en estas tierras. Se cree que sus descendientes son los Ainu.

## Etimología
Ezo es una palabra japonesa que significa "extranjero" y se refería a las tierras Ainu al norte, que eran conocidas en japonés como Ezo-chi. La variante "Yezo" refleja la pronunciación de la palabra alrededor de los 1600, cuando los europeos tuvieron el primer contacto con Japón. Este deletreo histórico es el que se ve reflejado en el término latino yezoensis, como por ejemplo en: Fragaria yezoensis y Porphyra yezoensis. Sin embargo, hay especies que ocupan la nueva forma de transliteración, como por ejemplo la vieira japonesa conocida como hotagetai (帆立貝): Mizuhopecten yessoensis.

## Historia
La primera descripción publicada en el oeste acerca de Ezo fue traída a Europa por Isaac Titsingh en 1796. Su pequeña biblioteca de libros japoneses incluía el Sangoku Tsūran Zusetsu (三国通覧図説 An Illustrated Description of Three Countries) escrito por Hayashi Shihei. Este libro publicado en 1785, describía la región de Ezo y su gente.
En 1832 el Fondo de Traducción Oriental de Gran Bretaña e Irlanda apoyó la publicación póstuma resumida de la traducción francesa hecha por Titsingh del Sangoku Tsūran Zusetsu. Julius Klaproth fue el editor, terminando el trabajo que el editor inicial, Jean-Pierre Abel-Rémusat, había dejado incompleto a causa de su muerte.

## Subdivisiones
Ezo consistía en varios distritos. El segundo era el Wajinchi, o tierras japonesas, que incluían los asentamientos japoneses alrededor de la península de Oshima. El resto de las tierras de Ezo eran llamadas Ezochi, o las tierras Ainu. Ezochi a su vez estaba dividido en tres secciones: Ezochi del Norte, que cubría Sajalín; Ezochi del Oeste, que incluía la mitad norte de Hokkaido, y Ezochi del Este, que incluía el populoso sur de Hokkaido y las islas Kuriles.